# Cyranotermes
Cyranotermes es un género de termitas  perteneciente a la familia Termitidae que tiene las siguientes especies:

## Especies
1. Cyranotermes caete
2. Cyranotermes glaber
3. Cyranotermes karipuna
4. Cyranotermes timuassu